# 坦克雷德 (加利利親王)
坦克雷德（1075年－1112年12月5日或12日）是第一次十字军东征時的諾曼人領導者之一，他日後成為加利利公國的親王以及安條克公國的攝政。坦克雷德出身歐特維爾家族，是諾曼領主歐特維爾的坦克雷德的曾孫。